# Giro del Trentino 1979
Il Giro del Trentino 1979, terza edizione della corsa, si è svolto in due tappe, precedute da un cronoprologo iniziale, dal 27 febbraio al 1º marzo 1979, per un percorso totale di 289,5 km. La vittoria fu appannaggio del norvegese Knut Knudsen, che completò il percorso in 7h19'01", precedendo l'italiano Francesco Moser e il belga Roger De Vlaeminck.
Tornato a disputarsi 16 anni dopo la seconda edizione, da quest'annata il Giro del Trentino assunse il formato di corsa a tappe, mantenuto poi anche negli anni successivi, escluso il 1986, quando si tenne in linea e fu valido come Coppa Italia a squadre.

## Tappe
| Tappa  | Data        | Percorso                                  | km    | Vincitore di tappa | Leader cl. generale |
| ------ | ----------- | ----------------------------------------- | ----- | ------------------ | ------------------- |
| Prol.  | 27 febbraio | Riva del Garda > Arco (cron. individuale) | 5,3   | Knut Knudsen       | Knut Knudsen        |
| 1ª     | 28 febbraio | Arco > Arco                               | 183,4 | Roger De Vlaeminck | Knut Knudsen        |
| 2ª     | 1º marzo    | Riva del Garda > Riva del Garda           | 100,8 | Alfredo Chinetti   | Knut Knudsen        |
| Totale | Totale      | Totale                                    | 289,5 |                    |                     |

## Dettagli delle tappe

### Prologo
- 27 febbraio: Riva del Garda > Riva del Garda – Cronometro individuale – 5,3 km

Risultati
| Pos. | Corridore          | Squadra | Tempo |
| ---- | ------------------ | ------- | ----- |
| 1    | Knut Knudsen       | Bianchi | 6'32" |
| 2    | Francesco Moser    | Sanson  | a 2"  |
| 3    | Roger De Vlaeminck | Gis     | a 6"  |

| Pos. | Corridore          | Squadra | Tempo |
| ---- | ------------------ | ------- | ----- |
| 1    | Knut Knudsen       | Bianchi | 6'32" |
| 2    | Francesco Moser    | Sanson  | a 2"  |
| 3    | Roger De Vlaeminck | Gis     | a 6"  |

### 1ª tappa
- 28 febbraio: Arco > Arco – 183,4 km

Risultati
| Pos. | Corridore           | Squadra    | Tempo    |
| ---- | ------------------- | ---------- | -------- |
| 1    | Roger De Vlaeminck  | Gis        | 4h36'57" |
| 2    | Rik Van Linden      | Bianchi    | s.t.     |
| 3    | Giuseppe Martinelli | S. Giacomo | s.t.     |

| Pos. | Corridore    | Squadra | Tempo |
| ---- | ------------ | ------- | ----- |
| 1    | Knut Knudsen | Bianchi | ?     |

### 2ª tappa
- 1º marzo: Riva del Garda > Riva del Garda – 100,8 km

Risultati
| Pos. | Corridore         | Squadra  | Tempo    |
| ---- | ----------------- | -------- | -------- |
| 1    | Alfredo Chinetti  | Scic     | 2h35'29" |
| 2    | Roberto Visentini | CBM Fast | s.t.     |
| 3    | Wladimiro Panizza | Sanson   | s.t.     |

| Pos. | Corridore          | Squadra | Tempo    |
| ---- | ------------------ | ------- | -------- |
| 1    | Knut Knudsen       | Bianchi | 7h19'01" |
| 2    | Francesco Moser    | Sanson  | a 2"     |
| 3    | Roger De Vlaeminck | Gis     | a 6"     |

## Classifiche finali

### Classifica generale
| Pos. | Corridore          | Squadra       | Tempo    |
| ---- | ------------------ | ------------- | -------- |
| 1    | Knut Knudsen       | Bianchi-Faema | 7h19'01" |
| 2    | Francesco Moser    | Sanson        | a 2"     |
| 3    | Roger De Vlaeminck | Gis           | a 6"     |
| 4    | Alfredo Chinetti   | Scic Colnago  | a 30"    |
| 5    | Roberto Visentini  | CBM Fast      | a 31"    |
| 6    | Vittorio Algeri    | Sapa          | a 58"    |
| 7    | Wladimiro Panizza  | Sanson        | a 1'19"  |
| 8    | Dante Morandi      | Mecap-Hoonved | a 1'24"  |
| 9    | Fiorenzo Favero    | Sapa          | a 1'27"  |
| 10   | Pietro Algeri      | Sapa          | a 1'28"  |